# Richard Fleischner
Richard Hugh Fleischner (* 1944 in New York City) ist ein US-amerikanischer Bildhauer.

## Leben und Werk
Richard Fleischner wurde 1944 in New York City geboren. An der Rhode Island School of Design erlangte er 1966 den Bachelor und 1968 den Master. Von 1970 bis 1974 lehrte Fleischner an der Brown University in Providence.
Als künstlerisches Material nutzt Fleischner unter anderem Grasnarben, Heu, Pflanzungen, Holz und Kalkstein bis zu Marmor, COR-TEN-Stahl und Granit. Das „La Jolla Project“ (1984) besteht aus 71 rosa und grauen Granitblöcken, die so arrangiert sind, dass Assoziationen an architektonische Elemente, an Säulen, Bögen, Fenster und Türen, naheliegen.

## Ausstellungen (Auswahl)

### Einzelausstellungen
- 2011 Material/Process/Place: Richard Fleischner Works 1963–2011 Knoedler & Company, New York

### Gruppenausstellungen
- 2004 Specific Objects: The Minimalist Influence Museum of Contemporary Art San Diego
- 1982 Whitney Museum of American Art, New York
- 1981 Nature-Sculpture Württembergischer Kunstverein Stuttgart, Stuttgart
- 1980 Drawings: The Pluralist Decade 39. Biennale di Venezia, Venedig
- 1977 documenta 6, Kassel

## Auszeichnungen
Richard Fleischner erhielt für sein Werk zahlreiche Auszeichnungen, darunter 1974 einen Preis der American Academy of Arts and Letters, 1975, 1980 und 1990 das National Endowment for the Arts.